# Marsova astronomija
U mnogim su slučajevima astronomske pojave promatrane s Marsa jednake ili slične promatranima sa Zemlje, ali ponekad (kao što je pogled na Zemlju kao večernju/jutarnju zvijezdu) mogu biti prilično različiti. Na primjer, s obzirom na to da Marsova atmosfera ne sadrži ozonski omotač, moguće je vršiti i UV promatranja s površine Marsa. 

## Godišnja doba
Marsov nagib osi iznosi 25,19°, što je prilično blizu vrijednosti 23,44° za Zemlju, i stoga Mars ima proljeće, ljeto, jesen, zimu kao i Zemlja. Kao i na Zemlji, na južnoj i sjevernoj hemisferi su ljeto i zima u suprotnim vremenima. 
Međutim, Marsova orbita ima značajno veću ekscentričnost od Zemljine. Stoga su godišnja doba nejednake duljine, puno više nego na Zemlji: 
| Godišnje doba                  | solovi (na Marsu) | dani (na Zemlji) |
| ------------------------------ | ----------------- | ---------------- |
| Sjeverno proljeće, južna jesen | 193,30            | 92,764           |
| Sjeverno ljeto, južna zima     | 178,64            | 93,647           |
| Sjeverna jesen, južno proljeće | 142,70            | 89,836           |
| Sjeverna zima, južno ljeto     | 153,95            | 88,997           |

Zime su na sjeveru tople i kratke (jer se Mars brzo kreće blizu svog perihela), dok su zime na jugu duge i hladne (Mars se sporije kreće blizu afela). Slično tome, ljeta na sjeveru su dugačka i hladna, dok su ljeta na jugu kratka i vruća. Stoga su ekstremne temperature znatno šire na južnoj hemisferi nego na sjevernoj.
Marsovo kašnjenje godišnjih doba ne traje više od nekoliko dana, zbog nedostatka velikih vodenih tijela i sličnih čimbenika koji bi pružili učinak prigušenja. Dakle, za temperature na Marsu, "proljeće" je otprilike zrcalna slika "ljeta", a "jesen" je otprilike zrcalna slika "zime" (ako suncostaje i ravnodnevnice smatramo počecima godišnjih doba), i ako bi Mars imao kružnu orbitu, maksimalne i minimalne temperature pojavile bi se nekoliko dana nakon ljetnih i zimskih suncostaja, a ne oko mjesec dana nakon kao na Zemlji. Jedina razlika između proljetnih i ljetnih temperatura je zbog relativno velike ekscentričnosti Marsove orbite: u sjevernom proljeću Mars je udaljeniji od Sunca nego tijekom sjevernog ljeta, pa je zato slučajno proljeće nešto hladnije od ljeta, a jesen je malo toplija od zima. Međutim, na južnoj hemisferi vrijedi suprotno. 
Temperaturne razlike između proljeća i ljeta mnogo su manje od vrlo oštrih varijacija koje se javljaju unutar jednog marsovskog sola (solarnog dana). Svakodnevno, temperature dosežu lokalno solarno podne i dosežu minimum u ponoć. To je slično učinku u Zemljim pustinjama, samo mnogo izraženije. 
Nagib osi i ekscentričnost Zemlje (ili Marsa) nikako nisu fiksni, već se razlikuju zbog gravitacijskih poremećaja drugih planeta Sunčevog sustava u vremenskoj skali od desetina tisuća ili stotina tisuća godina. Tako, na primjer, Zemljin ekscentricitet, trenutno oko 1%, redovno varira i može porasti do 6%, a u nekom se trenutku u dalekoj budućnosti Zemlja će također morati suočiti s kalendarskim implikacijama godišnjih doba različite duljine i velikim klimatskim poremećajima koji idu uz to. 
Osim ekscentričnosti, Zemljin nagib također može varirati od 21,5° do 24,5°, a duljina Zemljinog nagibnog ciklusa iznosi 41 000 godina. Smatra se da su ove i druge slične cikličke promjene odgovorne za ledeno doba (vidi Milankovićeve cikluse). Suprotno tome, Marsov nagibni ciklus je mnogo ekstremniji: od 15° do 35° tijekom ciklusa od 124 000 godina. Neke nedavne studije čak sugeriraju da bi tijekom desetaka milijuna godina njihanje moglo biti čak od 0° do 60°. Zemljin veliki Mjesec očito igra važnu ulogu u održavanju Zemljinog nagiba osi unutar razumnih granica; Mars nema takav stabilizirajući utjecaj i njegov nagib osi može se kaotično mijenjati.

## Boja neba
Normalna nijansa neba tijekom dana je ružičasto-crvena; međutim, u blizini zalazećeg ili izlazećeg sunca nebo je plavo. Tijekom dana, dok je Sunce visoko na nebu, čestice prašine u visini upijaju plavo svjetlo i raspršuju duže valne duljine. Nebo tako ne poprima za ljudsko oko prljavo crvenu nijansu. Ali kada je Sunce na Marsu nisko nad obzorom – pri izlasku ili pri zalasku – ta ista prašina rasprši svjetlo tako da oko Sunca oblikuje plavičastu aureolu hladnog sjaja. Međutim, tijekom dana nebo je žuto-smeđe boje "maslačka". Na Marsu Rayleighovo raspršenje obično ima vrlo mali učinak. Vjeruje se da je boja neba uzrokovana prisutnošću 1% volumena magnetita u česticama prašine. Sumrak traje dugo nakon što Sunce zađe i prije nego što izađe, zbog velike količine prašine u Marsovoj atmosferi. S vremena na vrijeme marsovsko nebo poprima ljubičastu boju zbog raspršenja svjetlosti na vrlo malim česticama vodenog leda u oblacima.
Stvaranje točnih slika prave boje Marsove površine iznenađujuće je složeno. Mnogo je varijacija u boji neba reproducirane u objavljenim slikama; mnoge od tih slika, međutim, koriste filtere kako bi povećale znanstvenu vrijednost i ne pokušavaju pokazati pravu boju. Ipak, dugi niz godina se smatralo da je nebo na Marsu ružičastije nego što se sada vjeruje. 

## Astronomske pojave

### Zemlja i Mjesec
Promatrana s Marsa, Zemlja je unutarnji planet poput Venere ("jutarnja zvijezda" ili "večernja zvijezda"). Zemlja i Mjesec golim okom izgledaju kao zvijezda, ali bi ih promatrači teleskopima vidjeli kao polumjesece, s nekim detaljima. 
- Curiosityjeva prva fotografija Zemlje i Mjeseca s površine Marsa (31. siječnja 2014).[8]
- Zemlja i Mjesec gledani iz Marsove orbite 
 ( MRO; HiRISE; 20. studenog 2016.)[9]

Promatrač na Marsu mogao bi vidjeti Mjesec kako kruži oko Zemlje, a on bi bilo lako vidljiv golim okom. Suprotno tome, promatrači na Zemlji golim okom ne mogu vidjeti nijedan drugi satelit, a prvi takvi sateliti otkriveni su tek ubrzo nakon pronalaska teleskopa (Jupiterovi Galilejanski mjeseci). 
Pri maksimalnoj kutnoj udaljenosti, Zemlja i Mjesec bi se lako razlikovali kao dvostruki planet, ali oko tjedan dana kasnije spojili bi se u jednu svijetlu točku (golim okom), a otprilike tjedan dana nakon toga, Mjesec bi došao do maksimalne kutne udaljenosti na suprotnoj strani. Maksimalna kutna udaljenost Zemlje i Mjeseca znatno varira u odnosu na relativnu udaljenost između Zemlje i Marsa: iznosi oko 17′ kada je Zemlja najbliža Marsu (blizu donje konjukcije), ali samo oko 3,5′ kada je Zemlja najudaljenija od Marsa (blizu gornje konjunkcije). Za usporedbu, prividni promjer Mjeseca od Zemlje iznosi 31′. 
Minimalna kutna udaljenost bila bi manja od 1′, a ponekad bi se vidjelo da Mjesec prolazi ispred Zemlje ili da prolazi iza nje (okultacija). Prvi slučaj odgovarao bi lunarnoj okultaciji Marsa što se vidi sa Zemlje, a budući da je Mjesečev albedo znatno manji od onog na Zemlji, dogodio bi se pad ukupne magnitude, iako bi pad bio premali da bi se primijetio golim okom, jer je veličina Mjeseca mnogo manja od one Zemljine i obuhvatila bi samo mali dio Zemljinog diska. 
Mars Global Surveyor snimio je Zemlju i Mjesec 8. svibnja 2003. 13:00 UTC, vrlo blizu maksimalne kutne elongacije od Sunca i na udaljenosti od 0,930 AJ od Marsa. Prividne magnitude iznose –2,5 za Zemlju i +0,9 za Mjesec. U različitom vremenu stvarne veličine će se znatno razlikovati ovisno o udaljenosti i fazama Zemlje i Mjeseca. 
Iz dana u dan, pogled na Mjesec promijenio bi se drugačije za promatrača na Marsu nego za promatrača na Zemlji. Mjesečeve mijene promatrane s Marsa ne bi se puno mijenjale iz dana u dan; to bi odgovaralo fazi Zemlje i samo bi se postepeno mijenjalo dok se i Zemlja i Mjesec kreću svojim orbitama oko Sunca. S druge strane, promatrač na Marsu vidio bi kako se Mjesec okreće, u istom razdoblju kao i njegovo orbitalno razdoblje, i vidio bi površinske značajke nevidljive sa Zemlje. 
Budući da je Zemlja unutarnji planet, promatrači na Marsu mogu povremeno vidjeti Zemljine tranzite preko Sunca. Sljedeći će se dogoditi 2084. godine. Oni također mogu vidjeti Merkurove i Venerine tranzite. 

### Fobos i Deimos
Marsov prirodni satelit Fobos pojavljuje se oko jedne trećine kutnog promjera punog Mjeseca viđenog sa Zemlje; s druge strane, Deimos izgleda više ili manje kao zvijezda s diskom koji je jedva prepoznatljiv ako uopće postoji. Fobos orbitira tako brzo (s vremenom malo manje od jedne trećine sola) da se diže na zapadu i zalazi na istoku, i čini to dva puta po solu; Deimos s druge strane izlazi na istoku i zalazi na zapadu, ali orbitira samo nekoliko sati sporije od marsovskog sola, pa troši oko dva i pol sola iznad horizonta. 
Maksimalna magnituda Fobosa pri "punom mjesecu" je oko magnitude −9 ili -10, dok je Deimos magnitude oko -5. Za usporedbu, puni Mjesec gledan sa Zemlje znatno je svjetliji magnitude −12,7. Fobos je još uvijek dovoljno svijetao da baca sjene; Deimos je samo nešto svjetliji nego što je Venera sa Zemlje. Baš kao i Zemljin Mjesec, i Fobos i Deimos znatno su blijeđi u nepotpunim fazama. Za razliku od Zemljinog Mjeseca, Fobosove faze i kutni promjer vidljivo se mijenjaju iz sata u sat; Deimos je premali da bi njegove faze bile vidljive golim okom. 
I Fobos i Deimos imaju ekvatorijalnu orbitu malog nagiba i orbitu prilično blizu Marsa. Kao rezultat toga, Fobos nije vidljiv iz zemljopisnih širina sjeverno od 70,4° S ili južno od 70,4° J; Deimos nije vidljiv sa zemljopisnih širina sjeverno od 82,7° S ili južno od 82,7° J. Promatrači na velikim zemljopisnim širinama (manjim od 70,4°) vidjeli bi znatno manji kutni promjer za Fobos jer su udaljeniji od njega. Slično tome, promatrači na ekvatoru vidjeli bi znatno manji Fobosov kutni promjer kad se diže i zalazi, u usporedbi s onim kad je iznad njega. 
Promatrači na Marsu mogu vidjeti tranzite Fobosa i Deimosa preko Sunca. Tranziti Fobosa bi se također mogli nazvati djelomičnim pomrčinom Sunca Fobosom, budući da je kutni promjer Fobosa velik kao polovina kutnog promjera Sunca, te Fobos pri tranzitu blokira i do 40% Sunčeve svjetlosti. Budući da se Fobos kreće vrlo brzo, pomrčina nikada ne traje dulje od 30 sekundi. Međutim, u slučaju Deimosa izraz "tranzit" je prikladan, jer se pojavljuje kao mala točka na Sunčevom disku. 
Budući da Fobos orbitira u ekvatorijalnoj orbiti s malim nagibom, postoji sezonska varijacija zemljopisne širine položaja Fobosove sjene projicirane na marsovsku površinu, od dalekog sjevera do krajnjeg juga i natrag. Na bilo kojem zadanom zemljopisnom položaju na Marsu postoje dva intervala po marsovskoj godini kada sjena prolazi njegovom zemljopisnom širinom, a na tom zemljopisnom položaju može se promatrati oko pola tuceta Fobosova tranzita tijekom nekoliko tjedana tijekom svakog takvog intervala. Situacija je slična kod Deimosa, osim što se tijekom takvog intervala događa nijedan ili jedan Deimosov tranzit. 
Lako je vidjeti da sjena uvijek pada na "zimsku hemisferu", osim kad pređe ekvator za vrijeme proljetnih i jesenskih ekvinocija. Tako se tranziti Fobosa i Deimosa događaju tijekom marsovske jeseni i zime na sjevernoj i južnoj polutki. Blizu ekvatora imaju tendenciju da se događaju oko jesenske ravnodnevnice i proljetne ravnodnevnice; što su dalje od ekvatora, oni imaju tendenciju da se događaju bliže zimskom solsticiju. U oba slučaja, dva intervala kada se mogu proći događaju se manje ili više simetrično prije i nakon zimskog solsticija (međutim, velika ekscentričnost Marsove orbite sprečava istinsku simetriju). 
Promatrači na Marsu također mogu vidjeti pomrčine Fobosa i Deimosa. Fobos provodi oko sat vremena u Marsovoj sjeni; za Deimosa je oko dva sata. Iznenađujuće, unatoč tome što je njegova orbita gotovo u ravnini Marsovog ekvatora i usprkos vrlo bliskoj udaljenosti od Marsa, postoje neki slučajevi kad Fobos bježi iz pomrčine. 
Fobos i Deimos imaju sinkronu rotaciju, što znači da imaju "daleku stranu" koju promatrači na površini Marsa ne mogu vidjeti. Pojava libracije javlja se za Fobos kao i za Zemljin Mjesec, unatoč niskom nagibu i ekscentričnosti Fobosove orbite. Zbog učinka libracije i paralakse zbog bliske udaljenosti Fobosa, promatranjem na visokim i malim širinama i promatranjem kako Fobos izlazi i zalazi, ukupna ukupna pokrivenost Fobosove površine koja je u jednom ili drugom vremenu vidljiva s jedne mjesto ili drugo na Marsovoj površini znatno je veće od 50%. 
Veliki krater Stickney vidljiv je duž jednog ruba Fobosa. Lako je vidljiv golim okom s površine Marsa. 

### Kometi i meteori
Budući da Mars ima atmosferu koja je relativno prozirna na optičkim valnim duljinama (baš kao i Zemlja, iako mnogo tanja), povremeno će se vidjeti meteori. Meteorski pljuskovi na Zemlji nastaju kada Zemlja presijeca orbitu kometa, a isto tako i Mars ima meteorske pljuskove, iako se razlikuju od onih na Zemlji. 
Vjeruje se da je prvi meteor fotografiran na Marsu (7. ožujka 2004. godine roverom Spirit) bio dio meteorskog pljuska čije je roditeljsko tijelo bio komet 114P/Wiseman-Skiff. Budući da je radijant bilo u zviježđu Kefeju, ovaj meteorski pljusak mogao bi se nazvati Marsovskim cefeidima.
Kao i na Zemlji, kad je meteor dovoljno velik da zapravo može utjecati na površinu (bez da potpuno izgara u atmosferi), postaje meteorit. Prvi poznati meteorit otkriven na Marsu (a treći poznati meteorit pronađen negdje drugdje osim Zemlje) bio je Heat Shield Rock. Prve i druge na Mjesecu su pronašle misije Apollo.
19. listopada 2014. komet Siding Spring prošao je kraj Marsa tako blizu da je koma možda omotala planet.
- Bliski susret kometa Siding Spring i Marsa
kompozitna slika; Hubble ST; 19. listopada 2014).

### Aurore
Aurore se javljaju na Marsu, ali ne javljaju se na polovima kao na Zemlji, jer Mars nema magnetsko polje širom planeta. One se događaju u blizini magnetskih anomalija u Marsovoj kori, a to su ostaci iz ranijih dana kada je Mars posjedovao magnetsko polje. Marsovske aurore su izuzetna vrsta polarne svjetlosti koja se ne nalazi drugdje u Sunčevom sustavu. Vjerojatno bi također bile nevidljive ljudskom oku, a bile su u velikoj mjeri ultraljubičaste pojave.

### Nebeski polovi i ekliptika
Orijentacija Marsove osi je takva da se njezin sjeverni nebeski pol nalazi u Labudu u RA 21h 10m 42s decl. +52° 53′ 0″ (ili točnije, 317.67669 +52.88378), u blizini zvijezde 6. magnitude BD +52 2880 (poznate i kao HR 8106, HD 201834 ili SAO 33185), koja se nalazi na RA 21h 10m 15.6s  i decl. +53° 33′ 48″       . 
Prve dvije zvijezde u Sjevernom križu, Sadr i Deneb, upućuju na sjeverni nebeski pol Marsa. Pol se nalazi otprilike na pola puta između Deneba i Alfe Cefeja, manje od 10° od nekadašnjeg, nešto više od prividne udaljenosti između Sadra i Deneba. Zbog blizine pola Deneb se nikada ne nalazi na gotovo cijeloj Marsovoj sjevernoj hemisferi. Osim u područjima blizu ekvatora, Deneb trajno kruži oko sjevernog pola. Orijentacija Deneba i Sadra je korisna za iskazivanje sideričkog vremena. 
Marsov sjeverni nebeski pol također je udaljen samo nekoliko stupnjeva od galaktičke ravnine. Tako je Mliječni put, posebno bogat u području Labuda, uvijek vidljiv sa sjeverne polutke. 
Južni nebeski pol na odgovarajući se način nalazi na 9h 10m 42s i -52° 53', što je nekoliko stupnjeva od zvijezde Kappa Velorum magnitude 2,5 (koja je na 9h 22m 06.85s i decl. -55° 0.06'), što bi se stoga moglo smatrati južnom polarnom zvijezdom. Zvijezda Kanopus, druga najsjajnija na nebu, cirkupolarna je zvijezda za većinu južnih geografskih širina. 
Zodijačka zviježđa Marsove ekliptike gotovo su jednaka onima na Zemlji — uostalom, dvije ekliptičke ravnine imaju samo međusobni nagib od 1,85 ° — ali na Marsu Sunce provodi 6 dana u zviježđu Kita, napuštajući i ponovno ulazeći Ribe kao što to čine, čineći ukupno 14 zviježđa zodijaka. Ravnodnevnice i solsticiji su različiti: za sjevernu polutku proljetna točka je u Zmijonoscu (u usporedbi s Ribama na Zemlji), točka ljetnog solsticija je na granici Vodenjaka i Riba, jesenska točka je u Biku, a točka zimskog solsticija je u Djevici. 
Kao i na Zemlji, precesija će uzrokovati da će solsticij i ekvinocij prolaziti kroz zviježđa zodijaka kroz tisuće i desetke tisuća godina. 

### Dugoročne varijacije
Kao i na Zemlji, efekt precesije uzrokuje pomicanje sjevernih i južnih nebeskih polova u vrlo velikom krugu, ali na Marsu je ciklus 175 000 zemaljskih godina a ne 26 000 godina kao na Zemlji. 
Kao i na Zemlji, postoji drugi oblik precesije: točka perihela u Marsovoj orbiti polako se mijenja, uzrokujući da se anomalistička godina razlikuje od sideričke. Međutim, na Marsu je taj ciklus 83.600 godina, a ne 112.000 godina kao na Zemlji. 
I na Zemlji i na Marsu, ove dvije precesije su u suprotnim smjerovima, i stoga dodaju, kako bi se stvorio precesijski ciklus između tropskih i anomalističkih godina 21 000 godina na Zemlji i 56 600 godina na Marsu. 
Kao i na Zemlji, razdoblje rotacije Marsa (duljina njegovog dana) se usporava. Međutim, ovaj je učinak tri reda veličine manji nego na Zemlji, jer gravitacijski učinak Fobosa je zanemariv, a učinak uglavnom dolazi od Sunca. Na Zemlji gravitacijski utjecaj Mjeseca ima mnogo veći učinak. Na kraju, u dalekoj budućnosti duljina dana na Zemlji bit će jednaka, a zatim će premašiti duljinu dana na Marsu. 
Kao i na Zemlji, Mars doživljava Milankovićeve cikluse koji uzrokuju da se njegov nagib osi i orbitalna ekscentričnost mijenjaju tijekom dugog vremenskog razdoblja, što dugoročno utječe na njegovu klimu. Varijacija Marsovog nagiba mnogo je veća nego kod Zemlje jer nedostaje stabilizirajući utjecaj velikog mjeseca poput Zemljevog mjeseca. Mars ima nagibni ciklus od 124 000 godina, u usporedbi s 41 000 godina za Zemlju.